# Абдуллах ибн Абдуль-Латиф Аль аш-Шейх
Абдулла́х ибн А́бду-ль-Лати́ф Аль аш-Шейх (араб. عبد الله ابن عبد اللطيف آل الشيخ‎; Эль-Хуфуф, ок 1849 — Эр-Рияд, 3 декабря 1920) — известный исламский богослов из рода Аль Шейх, сын Абдуль-Латифа ибн Абдуррахмана, внук Абдуррахмана ибн Хасана и праправнук основателя династии Мухаммада ибн Абд аль-Ваххаба.

## Биография
Абдуллах ибн Абдуль-Латиф родился в городе Эль-Хуфуф близ Эль-Хасы в 1265 году хиджры (около 1849). Начальное образование получил у своего дедушки со стороны матери Абдуллаха ибн Ахмада аль-Вухайби. Затем его отец, Абдуль-Латиф ибн Абдуррахман, перевёз его в Эр-Рияд когда ему исполнилось 14 лет, где он продолжил обучение у отца и деда, Абдуррахмана ибн Хасана.
После смерти отца в 1876 году (1293 г.х.), Абдуллах ибн Абдуль-Латиф отправляется в Аль-Афладж, где обучается у Хамда ибн Атика в течение трёх лет. После возвращения в родной город Абдуллах занялся преподаванием различных шариатских дисциплин и распространением салафитского даавата.
Когда в 1891 году (начало 1308 г.х.) эмир Мухаммад аль-Абдуллах ар-Рашид осадил столицу Эр-Рияд, Абдуллах ибн Абдуль-Латиф вместе с эмиром Мухаммадом ибн Фейсалом и королём Абдул-Азизом ибн Абдуррахманом убедил его снять осаду и прекратить военные действия. Но в конце того же года Мухаммад ар-Рашид снова осадил Эр-Рияд, и на этот раз овладею ею и положил конец Второму Саудовскому государству. Одержавший верх мухаммад ар-рашид пожелал, чтобы Абдуллах ибн Абдуль-Латиф последовал за ним и служил ему в Хаиле. В Хаиле он продолжает заниматься преподаванием и распространением салафизма. Спустя год эмир Мухаммад ар-Рашид разрешает ему возвратиться на родину.
В ночь с 15 на 16 января 1902 будущий король Абдул-Азиз с отрядом из 60 человек захватил Эр-Рияд. Абдуллах ибн Абдул-Латиф дал ему присягу на верность и породнился с ним (он является дедушкой короля Фейсала со стороны матери). После этого Абдуллах ибн Абдуль-Латиф прожил ещё около двадцати лет, в течение которых у него обучались множество будущих улемов. Известно, что Абдул-Азиз ибн Сауд посещал уроки Абдуллаха ибн Абдуль-Латифа и очень ценил его мнение в религиозных вопросах.
Абдуллах ибн Абдуль-Латиф Аль аш-Шейх скончался в пятницу 20 числа месяца раби аль-авваль 1339 года по хиджре (примерно 3 декабря 1920 года). Погребальная джаназа-молитва над ним была прочтена в Большой соборной мечети Эр-Рияда, а погребальные носилки сопровождал сам король Абдул-Азиз. Он был похоронен на кладбище аль-Ауд рядом со своим отцом и дедом.